# Hydrophorus eldoradensis
Hydrophorus eldoradensis är en tvåvingeart som beskrevs av Wheeler 1899. Hydrophorus eldoradensis ingår i släktet Hydrophorus och familjen styltflugor. Inga underarter finns listade i Catalogue of Life.